# Comic Con Experience
Comic Con Experience (también conocido como CCXP) es un festival de entretenimiento brasileño que presenta cómics, series de televisión, películas, videojuegos y literatura. La primera edición se celebró en diciembre de 2014 en São Paulo y fue organizada por el sitio Omelete, por la tienda de colección Piziitoys y la agencia de artistas Chiaroscuro. Fue visitado por aproximadamente 100 mil personas y tenía 80 compañías involucradas. Los artistas invitados incluyeron a Jason Momoa de Game of Thrones y Sean Astin de Los Goonies y la trilogía cinematográfica de El Señor de los Anillos.··.